# Mehle (Elze)
Mehle ist ein südwestlicher Ortsteil der Stadt Elze nahe dem Osterwald in Niedersachsen.

## Geschichte
Erste urkundliche Erwähnung findet Mehle im Jahr 1022 in einer Urkunde des Bischofs Bernward von Hildesheim. Bischof Jobst Edmund von Brabeck ließ hier mit Genehmigung von Ernst August ab 1694 Steinkohle fördern. Im Jahr 1726 war der preußische König Friedrich Wilhelm I. zu Gast im örtlichen Posthof, welcher im August 2012 abgerissen wurde.
Durch die Gebietsreform in Niedersachsen wurde Mehle am 1. März 1974 einer von sieben Ortsteilen der Stadt Elze. Durch den Ort führte die Bundesstraße 1. Seit November 2010 gibt es eine Umgehungsstraße nördlich des Ortes.

## Politik

### Stadtrat und Bürgermeister
Mehle wird auf kommunaler Ebene vom Rat der Stadt Elze vertreten.

### Ortsvorsteher
Der Ortsvorsteher von Mehle ist Wolfgang Thiesemann (SPD).

### Wappen
Der Gemeinde wurde das Kommunalwappen am 16. August 1939 durch den Oberpräsidenten der damaligen preußischen Provinz Hannover verliehen. Der Landrat aus Alfeld überreichte es am 13. Dezember desselben Jahres.
| Wappen von Mehle | Blasonierung: „Schild geteilt; oben in Gold zwei rote fünfblättrige Rosen mit goldenem Fruchtansatz und grünen Kelchblättern, unten in Rot eine goldene Rose mit rotem Fruchtansatz und grünen Kelchblättern.“ |
| Wappen von Mehle | Wappenbegründung: Das Dorf Mehle ist in der einstigen Grafschaft und dem späteren Amt Poppenburg gelegen. Die Grafen von Poppenburg führten zu Zeiten unter anderem drei heraldische Rosen im Wappen und Siegel. Diese Rosen der einstigen Herren des Dorfes sind hier in freier Gestaltung der Gruppierung wieder verwandt. In den Farben des Schildes ist die Zugehörigkeit der Gemeinde Mehle zur Hildesheimer Landschaft zum Ausdruck gebracht. |

## Kultur und Sehenswürdigkeiten
Bauwerke
- Im Wegehaus am Ortsausgang mussten ab 1803 Reisende ein Wegegeld für die Benutzung der Landstraße von Mehle nach Elze entrichten.
- Die evangelische Kirche St. Urbanus (Alte Poststraße 26) hat einen romanischen Turm und ein barockes Langhaus. Sie gehört heute zum Kirchenkreis Hildesheimer Land-Alfeld.
- Die katholische St.-Marien-Kirche (Wiedfeldstraße 48) wurde 1845/46 erbaut. Der barocke Hochaltar stammt aus dem Kloster Escherde. Sie gehört heute zur Pfarrgemeinde St. Joseph in Gronau.

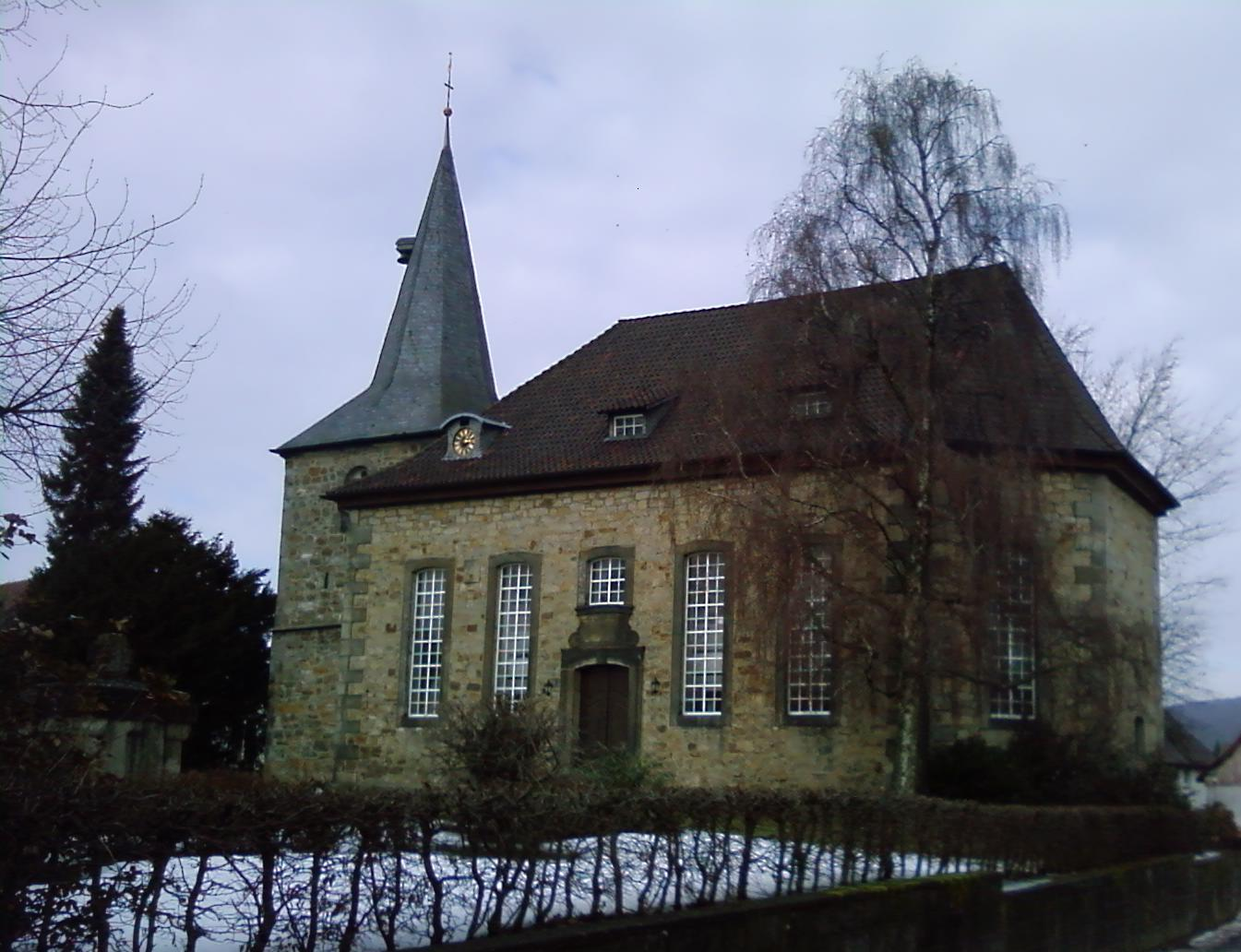
St.-Urbanus-Kirche in Mehle
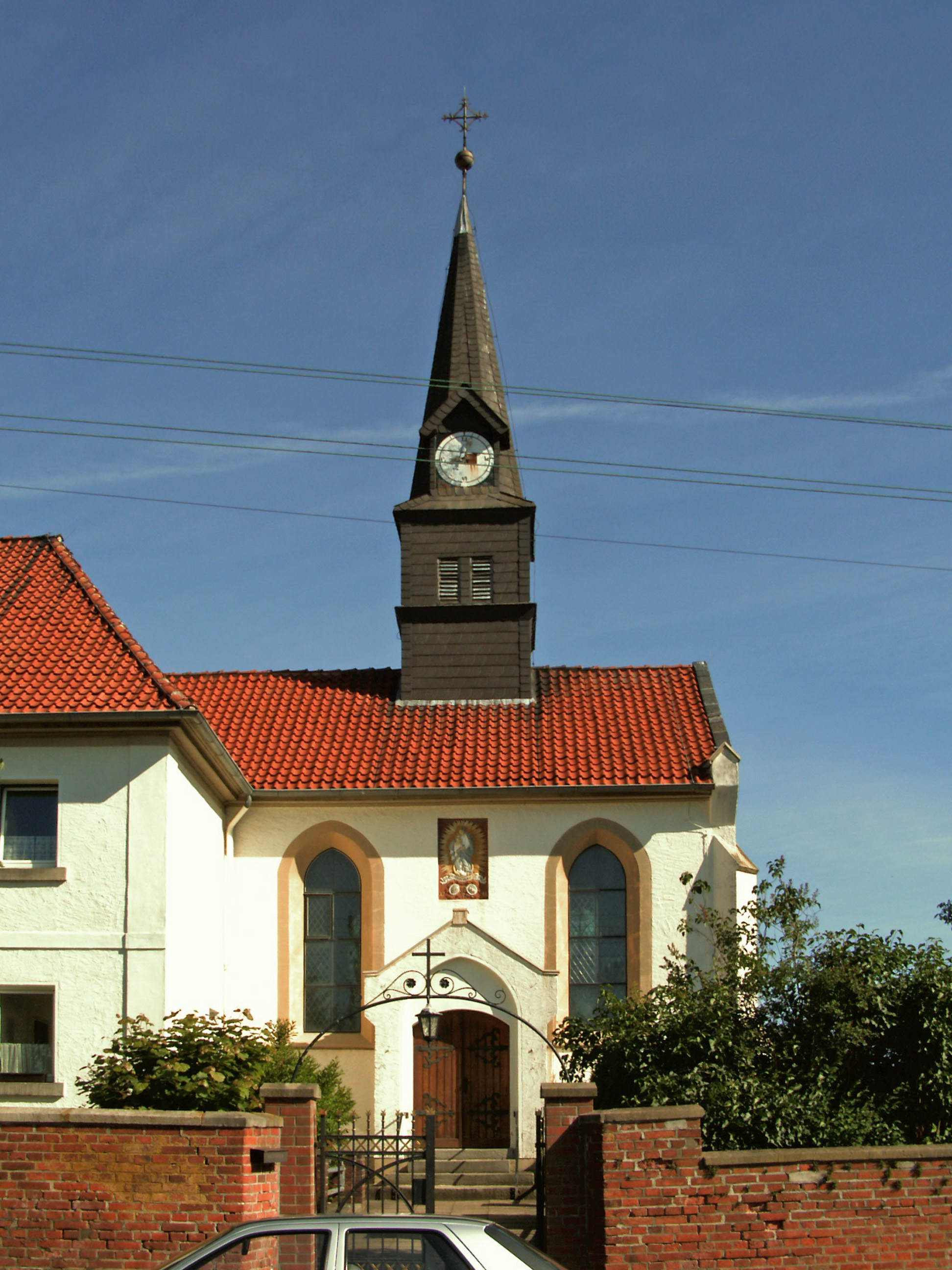
St.-Marien-Kirche in Mehle

## Wirtschaft
Mehle ist Firmensitz und Produktionsstandort der Nicolai GmbH, einem auf Hochleistungs-Mountainbikes spezialisiertem Hersteller.

## Persönlichkeiten
Personen, die mit dem Ort in Verbindung stehen
- Jobst Edmund von Brabeck (1619–1702), seit 1688 Fürstbischof von Hildesheim, er ließ ab 1694 bei Mehle Steinkohle fördern
- Balthasar Conrad Euler (1791–1874), Orgelbauer, er baute 1829 die Orgel der St.-Marien-Kirche
- Andreas Bovenschulte (* 1965), Jurist, Politiker (SPD) und seit 2019 Bremer Bürgermeister und Präsident des Senats und damit Regierungschef des Landes Bremen, in Mehle aufgewachsen